# اچ‌ام‌اس گلاسگو (دی۸۸)
اچ‌ام‌اس گلاسگو (دی۸۸) (به انگلیسی: HMS Glasgow (D88)) یک کشتی بود که طول آن ۱۲۵ متر (۴۱۰ فوت) بود. این کشتی در سال ۱۹۷۶ ساخته شد.